# Rocío Monasterio (artista)
Rocío Monasterio es una actriz, directora de arte y artista visual chilena.

## Cine
| Cine | Cine                        | Cine      | Cine                 | Cine         |
| Año  | Película                    | Rol       | Director             | Nota         |
| ---- | --------------------------- | --------- | -------------------- | ------------ |
| 2010 | Perro Muerto                | Alejandra | Camilo Becerra       | Película     |
| 2013 | La última lluvia del verano | Fernanda  | Victor Hugo Cardenas | Cortometraje |
| 2014 | Los trapos al sol           | Silvana   | Ramiro Zamorano      | Cortometraje |
| 2016 | El buen vecino              | -         | Roberto Urzua        | Película     |
| 2022 | Proyecto Fantasma           | -         | Roberto Doveris      | Película     |

## Series y unitarios
| Series y Unitarios | Series y Unitarios              | Series y Unitarios | Series y Unitarios              |
| Año                | Serie                           | Rol                | Director                        |
| ------------------ | ------------------------------- | ------------------ | ------------------------------- |
| 2012               | El reemplazante                 | Kathy              | Cristián Jiménez, Nicolás Acuña |
| 2017               | 12 días que estremecieron Chile | Cristina Rojas     | Juan Ignacio Sabatini           |

## Dirección de arte
| Series y Unitarios | Series y Unitarios     | Series y Unitarios | Series y Unitarios |
| ------------------ | ---------------------- | ------------------ | ------------------ |
| Año                | Serie                  | Director           |                    |
| 2010               | Perro Muerto           | Camilo Becerra     | Camilo Becerra     |
| 2015               | La piedra de la locura | Camilo Becerra     | Camilo Becerra     |